# 增层胶膜封装基板
增层胶膜封装基板是一种通过半加成法工艺在增层胶膜上制备电子线路的封装基板。這種基板不含玻纤成分，适用于高精细度的电子线路，且可叠层使用以制备高精细度的多层线路板。

## 加工流程
增层胶膜封装基板的核心加工流程包括：胶膜与芯板层压、激光钻孔、除胶、形成种子层、电镀和微孔填充、干膜移除、闪蚀种子层等。

### 除胶
芯板在贴合增层胶膜和钻孔之后，需要除胶，将高温钻孔过程产生的残留松散胶渣清除干净，保证后续种子层金属可靠性。湿法除胶可用浓铬酸、浓硫酸、碱性高锰酸钾等方法，浓铬酸湿法除胶污染严重，浓硫酸除胶后环氧树脂表面过于平滑，而碱性高锰酸体系除了清除钻孔的残渣，还可温和地蚀刻环氧树脂, 使表面产生许多微小的凹凸结构，增强化学镀铜附着力。

#### 碱性高锰酸钾除胶
碱性高锰酸钾除胶过程主要包括溶胀、除胶、z中和。溶胀一般采用水溶性的醚类有机物适度溶胀环氧树脂，软化后的环氧树脂在强氧化性高锰酸钾下被化学裂解。除胶后大量高价态锰离子如高锰酸根MnO4−  锰酸根MnO4 2−和固态的二氧化锰MnO2，会导致后续的化学镀催化剂失活。因此后续中和步骤利用还原剂如草酸根、羟胺等将锰离子还原为可溶于水的低价态Mn2+，并同时中和残留碱液。

### 种子层沉积
化学镀的镀液包括金属离子源和还原剂两个必须成分以及常需的络合剂。络合剂可与金属离子形成配合物，调节金属还原电势，进而影响其动力学行为；也可以充当缓冲液, 调节溶液的pH值。调整（或称为除油、清洁）步骤清理基体表面、污渍，并在环氧树脂基体表面吸附一层带正电的阳离子聚合物表面活性剂，利于后续高效吸附催化剂。粗化工艺利用酸性氧化剂在环氧树脂表面产生粗糙结构，提高后续化学镀铜附着力。预浸步骤提前将络合剂润湿在基体表面，利用阳离子聚合物在基体表面吸附一层具有化学镀铜催化活性的催化剂, 并借助预浸步的络合剂将催化剂进行稳定。
溅射可被用于制备印制电路板的种子层，通常是在惰性气体的高真空环境下，利用高压电场使惰性气体产生高能等离子体持续轰击靶材，其中原子借此被转移到目标基底上。

### 电镀
电镀（Electroplating或Electrodeposition）是一种借助电解原理，将溶液中的金属阳离子在导电基底上还原为金属单质，实现印制电路板电气互连的工艺步骤。电镀铜液的配方从络合剂的种类来讲大致可被分类为五大类：碱性氰化物（Alkaline cyanide）、碱性非氰化物（Alkaline non-cyanide）、酸性硫酸盐（Acid sulfate）、酸性氟硼酸盐（Acid fluoroborate）、焦磷酸盐（Pyrophosphate）。氰化物或非氰化物）碱性镀铜液会腐蚀铜；酸性氟硼酸盐电镀铜液的优点是稳定性高、镀铜速率上限高，但均镀能力差、腐蚀基材、污染环境；焦磷酸盐电镀液分散能力好、电镀层致密，但稳定性差。目前高分散能力的硫酸盐电镀液是主流电镀体系。